# Karl Tiselius

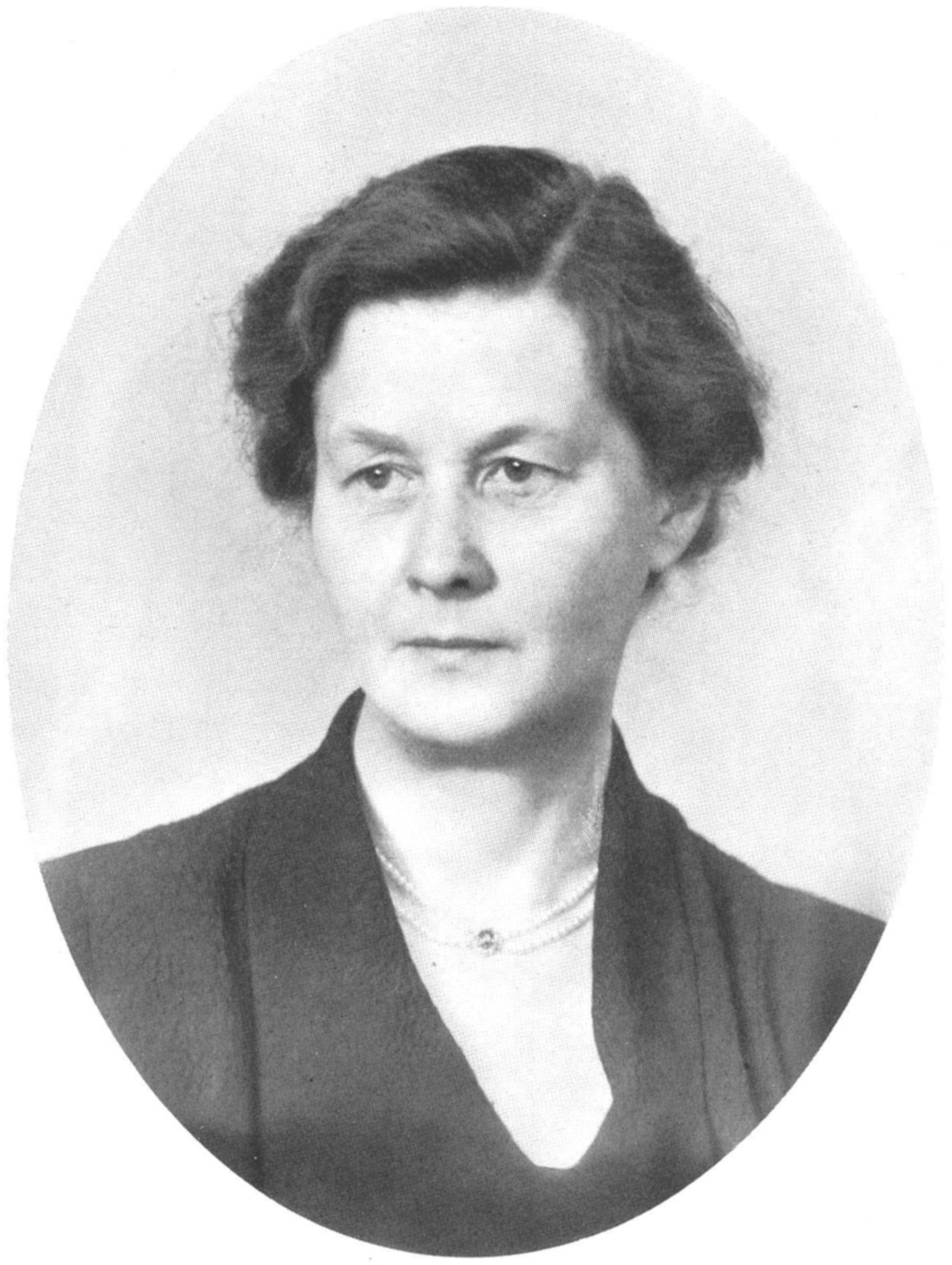
Ellen Tiselius, foto ur Porträttgalleri från Östergötland (1937).

Karl Edvard Tiselius, född 16 oktober 1875 i Jakob och Johannes församling, Stockholm, död 21 april 1954 i Engelbrekts församling, Stockholm, var en svensk jurist och ämbetsman.

## Biografi
Tiselius avlade juris utriusque kandidatexamen vid Uppsala universitet 1899. Han blev tillförordnad fiskal i Svea hovrätt 1904, ordinarie fiskal där 1908, tillförordnad revisionssekreterare 1909, hovrättsråd i Svea hovrätt 1911, tillförordnad ledamot av Lagberedningen samma år, ordinarie 1913–1918, ordinarie revisionssekreterare 1916, statssekreterare i socialdepartementet 1920 och justitieråd 1923. Tiselius var landshövding i Östergötlands län och ordförande i länets hushållningssällskap mellan 1930 och 1941. Han invaldes i Lantbruksakademien 1937. Tiselius blev kommendör av andra klassen av Nordstjärneorden 1920, kommendör av första klassen av samma orden 1925 och kommendör med stora korset 1933.

### Familj
Tiselius var son till botanikern Gustaf Tiselius. Han var gift med Ellen Afzelius (1884–1970), som var dotter till Ivar Afzelius. Makarna Tiselius är begravda på Norra begravningsplatsen utanför Stockholm.